# European Hockey League 1999/2000
European Hockey League 1998/1999 inleddes den 21 september 1999, och avslutades den 6 februari år 2000. Turneringen vanns av ryska Metallurg Magnitogorsk, som besegrade tjeckiska HC Sparta Praha i finalspelet.

## Första omgången

### Grupp A
| Lag 1                  | Resultat | Lag 2                  |
| ---------------------- | -------- | ---------------------- |
| Metallurg Magnitogorsk | 5-2      | HC Slovnaft Vsetín     |
| HC Slovan Bratislava   | 3-2      | EC Villacher           |
| HC Slovnaft Vsetín     | 2-3      | HC Slovan Bratislava   |
| EC Villacher           | 3-6      | Metallurg Magnitogorsk |
| Metallurg Magnitogorsk | 1-2      | HC Slovan Bratislava   |
| HC Slovnaft Vsetín     | 3-4 (ÖT) | EC Villacher           |
| HC Slovan Bratislava   | 3-4 (ÖT) | Metallurg Magnitogorsk |
| EC Villacher           | 6-2      | HC Slovnaft Vsetín     |
| Metallurg Magnitogorsk | 5-6 (ÖT) | EC Villacher           |
| HC Slovan Bratislava   | 6-1      | HC Slovnaft Vsetín     |
| HC Slovnaft Vsetín     | 3-4      | Metallurg Magnitogorsk |
| EC Villacher           | 3-1      | HC Slovan Bratislava   |

### Grupp A, slutställning
| Placering | Lag                    | Poäng |
| 1         | HC Slovan Bratislava   | 13    |
| 2         | Metallurg Magnitogorsk | 12    |
| 3         | EC Villacher           | 10    |
| 4         | HC Slovnaft Vsetín     | 1     |

### Grupp B
| Lag 1            | Resultat | Lag 2            |
| ---------------- | -------- | ---------------- |
| Brynäs IF        | 5-4 (ÖT) | HC Sparta Praha  |
| Manchester Storm | 3-5      | HIFK             |
| HIFK             | 5-0      | Brynäs IF        |
| HC Sparta Praha  | 2-1 (ÖT) | Manchester Storm |
| Brynäs IF        | 4-1      | Manchester Storm |
| HIFK             | 6-3      | HC Sparta Praha  |
| Manchester Storm | 1-4      | HC Sparta Praha  |
| Brynäs IF        | 4-6      | HIFK             |
| HC Sparta Praha  | 12-1     | HIFK             |
| Manchester Storm | 4-5 (ÖT) | Brynäs IF        |
| HC Sparta Praha  | 4-1      | Brynäs IF        |
| HIFK             | 6-3      | Manchester Storm |

### Grupp B, slutställning
| Placering | Lag              | Poäng |
| 1         | HIFK             | 15    |
| 2         | HC Sparta Praha  | 12    |
| 3         | Brynäs IF        | 7     |
| 4         | Manchester Storm | 2     |

### Grupp C
| Lag 1          | Resultat | Lag 2          |
| -------------- | -------- | -------------- |
| TPS            | 1-4      | Modo           |
| Adler Mannheim | 4-5 (ÖT) | Vålerenga      |
| Modo           | 4-0      | Adler Mannheim |
| Vålerenga      | 2-3 (ÖT) | TPS            |
| TPS            | 5-4      | Adler Mannheim |
| Modo           | 8-0      | Vålerenga      |
| Vålerenga      | 2-3      | Modo           |
| Adler Mannheim | 2-6      | TPS            |
| TPS            | 5-0      | Vålerenga      |
| Adler Mannheim | 1-6      | Modo           |
| Modo           | 1-2      | TPS            |
| Vålerenga      | 5-0      | Adler Mannheim |

### Grupp C, slutställning
| Placering | Lag            | Poäng |
| 1         | Modo           | 16    |
| 2         | TPS            | 14    |
| 3         | Vålerenga      | 6     |
| 4         | Adler Mannheim | 1     |

### Grupp D
| Lag 1               | Resultat | Lag 2               |
| ------------------- | -------- | ------------------- |
| Nürnberg Ice Tigers | 2-1      | HK Dynamo Moskva    |
| HC Lugano           | 4-3      | HC Amiens Somme     |
| HK Dynamo Moskva    | 7-2      | HC Lugano           |
| HC Amiens Somme     | 0-4      | Nürnberg Ice Tigers |
| HK Dynamo Moskva    | 3-0      | HC Amiens Somme     |
| Nürnberg Ice Tigers | 4-3      | HC Lugano           |
| HC Amiens Somme     | 0-5      | HK Dynamo Moskva    |
| HC Lugano           | 4-3 (ÖT) | Nürnberg Ice Tigers |
| HC Lugano           | 3-1      | HK Dynamo Moskva    |
| Nürnberg Ice Tigers | 8-2      | HC Amiens Somme     |
| HC Amiens Somme     | 0-6      | HC Lugano           |
| HK Dynamo Moskva    | 1-2 (ÖT) | Nürnberg Ice Tigers |

### Grupp D, slutställning
| Placering | Lag                 | Poäng |
| 1         | Nürnberg Ice Tigers | 15    |
| 2         | HC Lugano           | 11    |
| 3         | HK Dynamo Moskva    | 10    |
| 4         | HC Amiens Somme     | 0     |

## Kvartsfinaler
| Lag 1                  | Resultat     | Lag 2                  |
| ---------------------- | ------------ | ---------------------- |
| TPS                    | 5-3          | HIFK                   |
| Metallurg Magnitogorsk | 4-0          | Modo                   |
| HC Lugano              | 5-2          | HC Slovan Bratislava   |
| HC Sparta Praha        | 4-0          | Nürnberg Ice Tigers    |
| HIFK                   | 3-2 (0-1 PS) | TPS                    |
| Modo                   | 6-4 (0-1 PS) | Metallurg Magnitogorsk |
| HC Slovan Bratislava   | 5-6          | HC Lugano              |
| Nürnberg Ice Tigers    | 2-3          | HC Sparta Praha        |

## Finalomgång
Lugano, Ticino, Schweiz

### Semifinaler
| Lag 1                  | Resultat | Lag 2           |
| ---------------------- | -------- | --------------- |
| Metallurg Magnitogorsk | 5-3      | TPS             |
| HC Lugano              | 2-3      | HC Sparta Praha |

### Match om tredje pris
| Lag 1     | Resultat | Lag 2 |
| --------- | -------- | ----- |
| HC Lugano | 1-6      | TPS   |

### Final
| Lag 1                  | Resultat | Lag 2           |
| ---------------------- | -------- | --------------- |
| Metallurg Magnitogorsk | 2-0      | HC Sparta Praha |